# 공포 택시
"공포 택시"는 2000년에 개봉한 대한민국의 영화이다.

## 캐스팅
- 이서진 : 길남 역
- 임호 : 병수 역
- 최유정 : 유정 역
- 정재영 : 논스탑 역
- 정해균 : 오케이 역
- 임원희 : 경찰 1 역
- 김일웅 : 경찰 2 역
- 황채린 : 나리 역
- 김광규 : 택시기사 2역
- 김상원 - 십대 남 1 역